# Municipio de Bloomfield (condado de Missaukee)
El municipio de Bloomfield (en inglés: Bloomfield Township) es un municipio ubicado en el condado de Missaukee en el estado estadounidense de Míchigan. En el año 2010 tenía una población de 531 habitantes y una densidad poblacional de 5,75 personas por km².

## Geografía
El municipio de Bloomfield se encuentra ubicado en las coordenadas 44°28′0″N 85°16′34″O / 44.46667, -85.27611. Según la Oficina del Censo de los Estados Unidos, el municipio tiene una superficie total de 92.43 km², de la cual 92,05 km² corresponden a tierra firme y (0,41 %) 0,38 km² es agua.

## Demografía
Según el censo de 2010, había 531 personas residiendo en el municipio de Bloomfield. La densidad de población era de 5,75 hab./km². De los 531 habitantes, el municipio de Bloomfield estaba compuesto por el 96,99 % blancos, el 0,19 % eran afroamericanos, el 0,38 % eran amerindios, el 2,07 % eran asiáticos y el 0,38 % eran de una mezcla de razas. Del total de la población el 1,32 % eran hispanos o latinos de cualquier raza.